# 스페인 올림픽 위원회
스페인 올림픽 위원회(스페인어: Comité Olímpico Español)는 스페인의 국가 올림픽 위원회이다. IOC 코드는 ESP이다. 본부는 마드리드에 있으며 유럽 올림픽 위원회에 소속되어 있다.
1912년 11월 23일에 설립되었으며 같은 해에 국제 올림픽 위원회의 승인을 받았다. 1924년 1월 11일 바르셀로나에서 다시 설립되었다. 33개 국가 하계 스포츠 종목 연맹과 2개 국가 동계 스포츠 종목 연맹이 소속되어 있으며 스페인의 스포츠 발전을 담당한다. 또한 올림픽, 유러피언 게임을 비롯한 국제 스포츠 대회에 참가하는 스페인의 선수들을 대표한다.

## 같이 보기
- 올림픽 스페인 선수단